# Chojny (Łódź)
Chojny [pronunciación en polaco: /ˈxɔi̯nɨ/] es un pueblo ubicado en el distrito administrativo de Gmina Lututów, dentro del condado de Wieruszów, Voivodato de Łódź, en el centro de Polonia. Se encuentra a unos 8 kilómetros al este de Lututów, a 28 kilómetros al este de Wieruszów, y a 81 kilómetros al suroeste de la capital regional Łódź.